# Dalarna-Aufstände

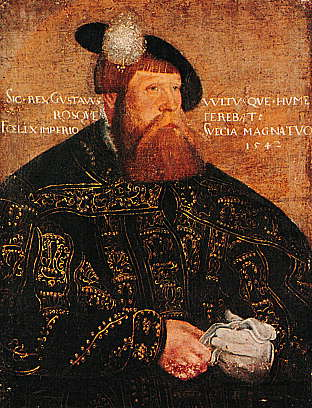
Gustav I. Wasa

Die  Dalarna-Aufstände (schwedisch Dalupproren) waren insgesamt drei Aufstände, die in Dalarna vom einfachen Volk gegen König Gustav I. Wasa unternommen wurden. Der erste Aufstand fand in den Jahren von 1524 bis 1525 statt, der zweite von 1527 bis 1528 und der dritte, der sogenannte Glockenaufstand, in den Jahren von 1531 bis 1533.

## Hintergrund
Der vom Unionskönig Christian II. gemachte Versuch, im Gebiet der Ostsee eine skandinavische Hegemonie zu schaffen, führte zu einem Konflikt mit der Hanse. Von diesem Konflikt war besonders Schwedens wichtigstes Exportgut, der Kupfer aus den Bergwerken von Falun, betroffen. Die Bauern und das einfache Volk in Dalarna sowie die Bürger von Stockholm gehörten zu den Ersten, die Gustav Wasa unterstützten, als dieser die Fahne für Reformen hisste. Die steigende Macht der schwedischen Krone, die herrschende Rezession und die sich anbahnende Reformation sowie die Einziehung des Vermögens der Kirche führten dazu, dass sich die Bevölkerung von Dalarna schnell wieder vom König zurückzog. Insgesamt gab es in dieser Zeit in Dalarna drei Aufstände, doch alle verliefen im Sand, ohne dass es zu größeren Auseinandersetzungen kam.

## Erster Dalarna-Aufstand 1524–1525

König Friedrich I.

Es war gerade erst etwas mehr als ein Jahr vergangen, seit König Gustav den Thron bestiegen hatte, als sich in Dalarna Widerstand gegen seine Regierung regte. Dies war nur natürlich, da in den Unruhen der vorhergehenden Jahrzehnte und vor allem nach den gewaltsamen Geschehnissen des  Befreiungskriegs sehr viel im Argen lag und die neuen Verordnungen Gustav Wasas im Gesamten noch nicht perfekt waren. Ein weiterer Grund waren die hohen Preise für Waren des täglichen Bedarfs und dass es keine einheitlichen gesetzlichen Zahlungsmittel gab, was die Brisanz der Situation noch erhöhte. Dass die Kaufleute der Hanse ihr Handelsmonopol nutzten, um vom König den Lohn für ihre Hilfe bei der Einnahme von Stockholm im Jahr 1523 zu fordern, verschärfte die Situation weiter. Die Sorge über diese Missstände führte dazu, dass es am Ende des Jahres 1524 vermehrt zu Klagen über den König kam. Doch erst im Jahr 1525 bekamen diese Klagen einen gefährlichen Charakter.
Die Einwohner von Dalarna wurden von Personen beeinflusst, die in Gustav Wasa einen Freund der lutherischen Reformation sahen. Zu diesen zählten unter anderen die beiden ehemaligen Kirchenoberen Peder Jakobsson Sunnanväder und Knut Mickelsson. Diese waren, zum Teil auch aus persönlichen Gründen, dem König gegenüber feindlich eingestellt. Die beiden, die vorher dem Reichsverweser Sten Sture gedient hatten, waren vom König aus dem Amt entfernt worden. Sunnanvädder war vorher Bischof von Västerås gewesen und Mickelsson war Dompropst in derselben Stadt und war wegen des Verdachts auf Beteiligung an einer Verschwörung aus dem Amt gewiesen worden. Beide begannen am Ende des Jahres 1524 in Dalarna aufzutreten und verbreiteten dort Lügen, wie König Gustav Wasa angeblich mit der Witwe und den Kindern von Sten Sure verfahren sein sollte. Sie schlugen Kapital aus den Nöten der Menschen von Dalarna und aus der alten Liebe zu dem Geschlecht der Stures. Auf diese Weise sicherten sie sich die Unterstützung von vielen Menschen im oberen Dalarna.
Im Frühjahr hielten die Leute von Dalarna in Stora Tuna eine Versammlung ab, auf der sie einen Brief an den König aufsetzten, in dem sie erklärten, dass sie sich in Zukunft von dem Glauben und vom Gehorsam gegenüber dem König lossagten. Damit erreichte die Bewegung ihren Höhepunkt. Als König Gustav Wasa Kalmar im Sturm eingenommen hatte, beruhigten sich die Unruhen deutlich. Bei einem persönlichen Besuch des Königs in Stora Tuna, versicherten ihm die Bauern von Dalarna wieder ihre Treue.
Die Anführer des Aufstandes flohen, wahrscheinlich im Juli 1524, nach Norwegen. Dort erhielten sie Schutz von dem Erzbischof Olav Engelbrektsson in Trondheim und von dem Statthalter Vincens Lunge, der aus verschiedenen Gründen Gustav Wasa nicht wohlgesinnt war. König Gustav Wasa ersuchte in Norwegen um die Auslieferung der beiden Anführer an. Dieses Unterfangen wurde auch von dem dänischen König Friedrich I. unterstützt. Im Juli 1526 wurde Knut Mickelsson nach Schweden ausgeliefert. Er wurde in Stockholm vor ein Gericht aus geistlichen und weltlichen Personen gestellt und des  Verrats angeklagt. Im September desselben Jahres wurde auch Peder Jakobsson Sunnanvädder nach Schweden überstellt. Beide wurden in einer Schmäh-Parade durch die Straßen von Stockholm geführt und im Anschluss daran, in ein Gefängnis eingewiesen. Sunnanvädder wurde kurze Zeit später nach Uppsala geschickt und musste sich dort vor einem Gericht verantworten, das ähnlich zusammengesetzt war, wie das, vor dem Knut Mickelsson gestanden hatte. Die geistlichen Mitglieder dieses Gerichtes protestierten zwar wegen einer Befangenheit des Gerichtes, doch die weltlichen Entscheidungsträger setzten sich durch und verurteilten Sunnanvädder zum Tod durch Rädern. Das Urteil wurde sofort in die Tat umgesetzt. Wenige Tage später erlitt Knut Mickelsson in Stockholm das gleiche Schicksal.

## Zweiter Dalarna-Aufstand 1527–1528

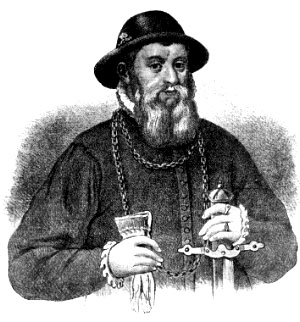
Sten Sture der Ältere

Die beiden Anführer des ersten Aufstandes waren noch nicht ganz bestraft, als es auch schon zum Zweiten kam. Es herrschte weiterhin Mangel an lebensnotwendigen Alltäglichkeiten. König Gustav Wasa zeigte auch weiterhin eine starke Neigung, die lutherische Reformation in der Kirche einzuführen, was dem Willen der Allgemeinheit widersprach. Für weiteren Unmut sorgte eine Steuer, die dazu beitragen sollte, die alten Schulden an die Hanse zurückzuzahlen, die bei der Einnahme von Stockholm im Jahr 1523 entstanden waren. Im Januar 1527 warf der König den Menschen von Dalarna ihre harte und widerspenstige Antwort auf das Verlangen nach einer neuen Steuer vor. Zur selben Zeit begann eine Person in Dalarna aufzutreten, die der Daljunker genannt wurde. Dieser begann die Leute aufzuwiegeln und kritisierte dabei besonders den Umgang König Wasas mit Sten Stures 15-jährigem Sohn Nils Stensson Sture. Die Gemeinden Leksand, Mora und Orsa ließen sich durch diese Lügen verleiten. Zu diesen hielten sich dann auch Stora Tuna, Gagnef und Rättvik, die sich zu Beginn eigentlich neutral verhalten wollten. Hedemora, Husby und Skedvy jedoch hielten sich heraus. Der eigentliche Aufruhr bestand tatsächlich aus einer Fehde zwischen den verschiedenen Gemeinden. Zu den Anführern des Aufstandes, die für König Wasa standen, zählten die Bergleute Måns Nilsson in Aspeboda und Anders Persson auf Rankhyttan. Der König versuchte unermüdlich, mit Briefen auf die Aufständischen einzuwirken, und am 15. Mai 1527 kam es zu einem Treffen zwischen Abgesandten aus Dalarna und König Gustav Wasa in Uppsala, wo der König sich die Klagen der Leute anhörte und auf sie einging. Kurz darauf konnte er die Bürger von Stockholm und die Menschen in Uppland mittels zweier Gesandtschaften dazu bringen, zu tun, was die Leute in Dalarna verlangten.
Auf dem Reichstag von Västerås von 1527 fanden sich nur wenige Vertreter aus Dalarna ein, doch diese versprachen, den Daljunker auszuliefern. Dieser floh zunächst nach Norwegen, kehrte aber dann wieder nach Dalarna zurück. Als dies missglückte, zog König Gustav Wasa im Februar 1528 mit einem Heer nach Stora Tuna, wo er die Bevölkerung von Dalarna unter der Zusage des freien Geleits dazu brachte, einem Treffen mit ihm zuzustimmen. Die Gemeinde war dann von Soldaten umgeben und ein Ratsherr des Königs trat auf und hielt eine scharfe Ermahnungsrede. Als dies keine Wirkung zeigte, wurden die Widerspenstigsten aus der Menge geholt und zum Tode verurteilt. Die Strafe wurde sofort umgesetzt. Die Übriggebliebenen fügten sich nun den Anweisungen des Königs und baten um Gnade. Mit dieser Handlung war der Zweite Dalarna-Aufstand beendet.

## Dritter Dalarna-Aufstand (Glockenaufstand) 1531–1533

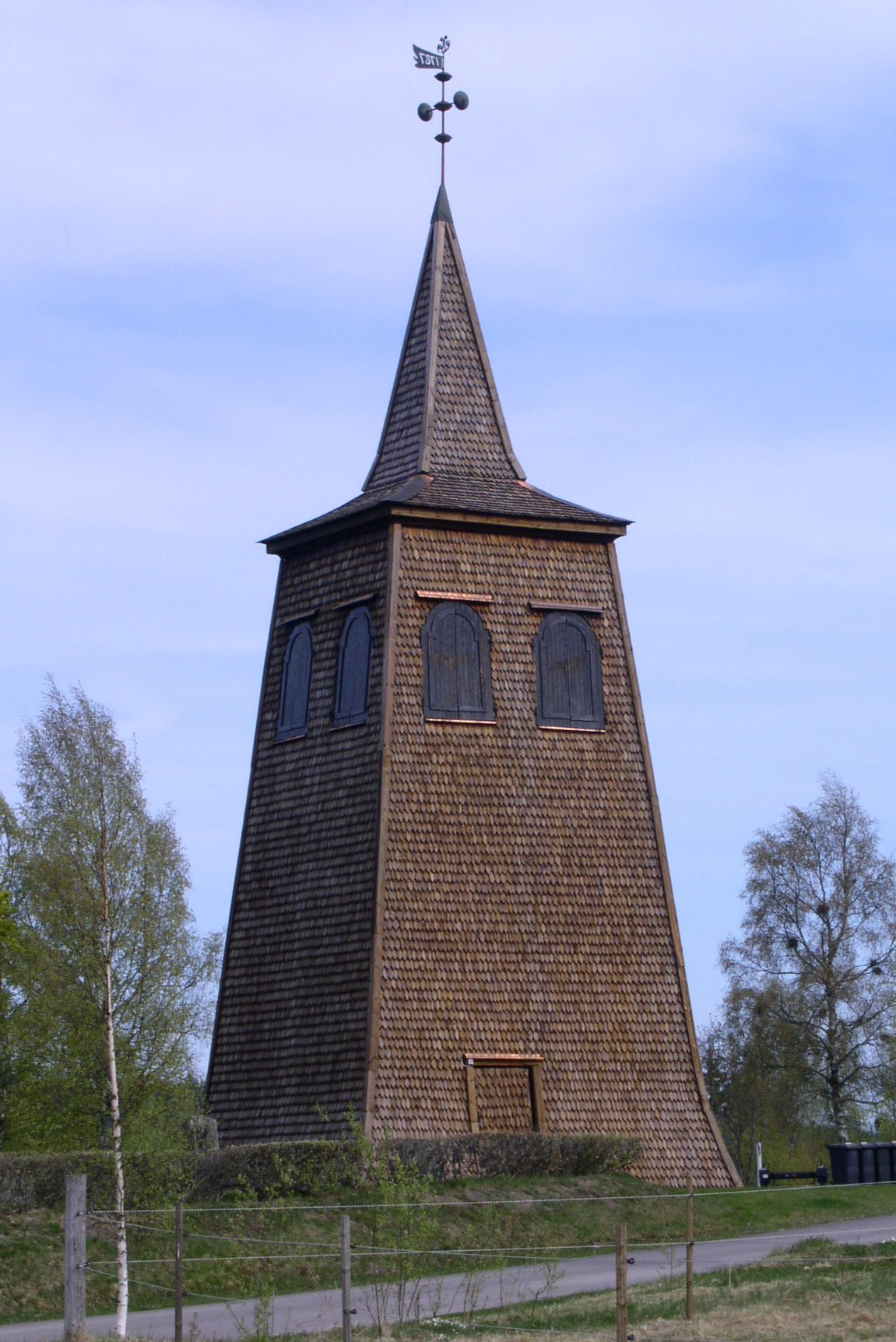
Alter Glockenturm in Dalarna

So wie die Erhebung der Steuer im Jahr 1527, um die Kaufleute der Hanse zu bezahlen, zum Ausbruch des zweiten Aufstands von Dalarna geführt hatte, so war es diesmal eine Glockensteuer, die man im Jahr 1531 einführte. Die Glocken sollten für Versammlungstage der Regierenden in Örebro und Uppsala benutzt werden. Diese Steuer war zum großen Teil mit dafür verantwortlich, dass es zum dritten Aufstand in Dalarna während der Regierungszeit von Gustav Wasa kam. Die Abgesandten des Königs wurden vom Landsting in Stora Tuna empfangen. Dort beschloss man, aus jeder Kirche der Gemeinde eine Glocke zu geben. Als die Glocken dann aber tatsächlich geholt wurden, kippte die Stimmung um. Die Bauern von Leksand misshandelten die Sendboten des Königs und auch die Einwohner von Ål und Gagnef weigerten sich, ihre Kirchturmglocken abzuliefern. Die Bauern aus Stora Tuna zogen sich zurück und die Menschen aus Dalarna stellten sich auf die Seite der Aufständischen. Die hauptsächlichen Rädelsführer des Aufstands waren, wie schon beim zweiten Aufstand, wieder Måns Nilsson in Aspeboda, Anders Persson auf Rankhyttan und zusätzlich Nils in Söderby aus Ål. Anstatt der Aufforderung des Königs zu folgen, wandten sich die Menschen aus Dalarna an den Reichstag von Arboga. Da alle ihre Handlungen keine Folgen hatten, waren die Einwohner von Dalarna, zu ihrer eigenen Überraschung, sich selbst überlassen und wurden nicht bestraft. Im August 1531 boten sie dem König an, für ihre Glocken 2.000  Mark zu bezahlen. Dieser nahm das Angebot an und begnadigte im selben Atemzug die Aufständler. Damit glaubten die Leute von Dalarna, dass die Sache beendet wäre, doch dies war ein Trugschluss.
Als Gustav Wasa sich bereit erklärt hatte, den Vorschlag der Dalarna-Bevölkerung anzunehmen, wusste er bereits, dass es dem ehemaligen schwedischen Herrscher Christian II. geglückt war, ein Heer zu versammeln, um damit wieder die Herrschaft über sein altes Reich zu übernehmen. Und er wusste auch, dass dessen Flotte bereits von den Niederlanden abgesegelt war. Unter diesen Voraussetzungen war es König Wasa nur sehr recht, wenn es im eigenen Land nicht zu Unruhen kam. Der Versuch von Christian II. scheiterte. Ein knappes halbes Jahr danach fand der König Zeit, um nachträglich mit der Bauernschaft von Dalarna abzurechnen. Also suchte er nach einem Vorwand dies zu tun, auch um die Vorgänge von 1531 nachträglich zu bestrafen. Es bestand die Möglichkeit, dass einige Leute von Dalarna mit Christian II. und den schwedischen Herren, die diesem folgten, gemeinsame Sache gemacht hatten. Im Januar 1533 befahl er die Menschen von Dalarna zu einem Treffen. Er erschien dort mit vielen Soldaten und hielt den Bauern eine sehr scharfe Strafrede. Die schwersten Unruhestifter wurden in ein Gefängnis eingewiesen und die übrigen erhielten die Erlaubnis, nach Hause zurückkehren zu dürfen. Die Glocken und die 2.000 Mark, die bis dato zurückgehalten wurden, mussten nun abgeliefert werden. Von den gefangen genommenen wurden einige sofort verurteilt und hingerichtet. Die übrigen, unter denen sich auch die Anführer Måns Nilsson, Anders Persson und Ingel Hansson befanden, wurden nach Stockholm abgeführt und dort ins Gefängnis geworfen. Anfang des Jahres 1534 wurden diese dann vor ein Gericht gestellt, das aus dem Reichsrat, verschiedenen Freiherren und Stockholms Bürgermeister bestand. Dort wurden sie zum Tode verurteilt. Mit diesem Prozess waren alle Aufstände in Dalarna, während der Regierungszeit von Gustav Wasa, beendet.

## Resultat
Bei den Aufständen von Dalarna kam es zu keinerlei Kampfhandlungen. Die einzigen Todesopfer waren die Hingerichteten. Den Aufständen fehlte es an guten Anführern. Aus diesem Grund waren sie nie eine wirkliche Bedrohung für Gustav Wasa.
Nach den Aufständen wurde Dalarna in zwei Vogteien aufgeteilt. Die Vogte stammten nicht aus der Gegend und wurden aus den gehobeneren Kreisen des Landes abdelegiert. Der König hatte ein Interesse daran, die Geschehnisse aufzuwerten. Dafür bediente er sich des Chronisten Peder Swart. Dieser schilderte die Beschwerlichkeiten des Königs in der ersten Dekade seiner Macht. Diese Chronik war im 20. Jahrhundert eine Hauptquelle für Historiker. Die Geschichtsschreibung und auch dieser Text sind also von der Propaganda Gustav Wasas geprägt.